# Valea Purcarului
Valea Purcarului – wieś w Rumunii, w okręgu Buzău, w gminie Pârscov. W 2011 roku liczyła 7 mieszkańców.